# Ernst Günther 2. af Slesvig-Holsten-Sønderborg-Augustenborg
Titulær hertug Ernst Günther 2. af Slesvig-Holsten-Sønderborg-Augustenborg (født 11. august 1863, død 22. februar 1921) var et medlem af fyrstehuset Slesvig-Holsten-Sønderborg-Augustenborg, og han var svoger til Wilhelm II., der blev Tysklands sidste kejser.

## Forældre og søskende
Hertug Ernst Günther var søn af Frederik Christian August af Slesvig-Holsten-Sønderborg-Augustenborg (hertug Friedrich der Achte) og prinsesse Adelheid til Hohenlohe-Langenburg. Hun var datter af fyrst Ernst 1. af Hohenlohe-Langenburg og Feodora af Leiningen (en ældre halvsøster til Victoria af Storbritannien).
Ernst Günther havde to ældre brødre, der døde som helt små. Han havde også fire søstre.
Den ældste søster Augusta Viktoria af Slesvig-Holsten-Sønderborg-Augustenborg blev gift med Wilhelm 2. af Tyskland. Augusta Viktoria blev den sidste tyske kejserinde.
Den næste søster Caroline Mathilde blev gift med titulær hertug Frederik Ferdinand af Slesvig-Holsten-Sønderborg-Glücksborg. De blev oldeforældre til Carl 16. Gustav af Sverige og bedsteforældre til Arveprinsesse Caroline-Mathilde, (gift med Arveprins Knud).
Den tredje søster Louise Sophie blev gift med Frederik Leopold af Preussen (en søn af Frederik Karl af Preussen).
Den fjerde søster Feodora var kunster. Hun var bl.a. elev hos Fritz Mackensen. Som forfatterinde skrev hun under pseudonymerne »Feodora Holstein« og »F. Hugin« (én af Odins to ravne).

## Familie
Ernst Günther var gift med Dorothea af Sachsen-Coburg og Gotha. Hun var datterdatter Leopold 2. af Belgien.
Ernst Günther og Dorothea havde ingen børn. I 1920 adopterede de prinsesse Marie Luise (1908–1969) og prins Johann Georg af Glücksborg (1911–1941). Deres far var prins Albrecht af Glücksborg, og deres farfar var titulær hertug Frederik af Glücksborg (en bror til Christian 9.).

## Andet
Ernst Günther var general i kavaleriet, og han var medlem af det preussiske overhus.
Efter Ernst Günthers død i 1921 blev hans fætter Albert John af Augustenborg (1869–1931) den sidste titulære hertug af Augustenborg. Fra 1931 er hertugerne af Glücksborg de eneste sønderborgske hertuger, der er tilbage.

## Eksterne links
- Wikimedia Commons har flere filer relateret til Ernst Günther 2. af Slesvig-Holsten-Sønderborg-Augustenborg